# David J. Linden
David J. Linden (California, 3 de noviembre de 1961) es profesor de neurociencia en la Facultad de Medicina de la Johns Hopkins University; se formó en la Universidad de Berkeley, en California. Es editor jefe de la revista Journal of Neurophysiology y ha sido galardonado por The Independent Publisher Association.
Linden, después de haber publicado artículos en varias revistas científicas publicó en 2003 el libro From Molecules to Memory in the Cerebellum. Recientemente (2007) publicó su ensayo más conocido, que es The Accidental Mind (How Brain Evolution Has Given Us Love, Memory, Dreams, and God.). En esta obra ofrece un vívido relato, claro y accesible, de la evolución y funcionamiento del cerebro. David Linden rebate la suposición tan extendida según la cual el cerebro es la última expresión del diseño inteligente. En su lugar propone una convincente explicación de cómo la afortunada evolución del cerebro se ha traducido ni más ni menos que en nuestra condición humana, con nuestras principales manías y flaquezas: una infancia prolongada, una extensa capacidad de memoria, la búsqueda del amor, la necesidad de crear relatos persuasivos y convincentes, así como el impulso cultural de carácter universal que nos ha llevado a crear explicaciones religiosas y científicas. Linden muestra cómo en realidad el cerebro no es aquella máquina de resolución de problemas multiuso optimizada, sino más bien una extraña y extravagante aglomeración de soluciones ad hoc que se han ido apilando unas sobre otras a lo largo de millones de años de historia evolutiva.

## Obras traducidas al español
- Linden, David J. (2010). El cerebro accidental. La evolución de la mente y el origen de lo sentimientos. Barcelona: Paidós.
- Linden, David J. (2011). La brújula del placer. Barcelona: Paidós.